# Simrothula
Simrothula is een geslacht van weekdieren uit de klasse van de Gastropoda (slakken).

## Soorten
- Simrothula columbiana (Simroth, 1914)
- Simrothula paraensis Gomes, Picanco, Mendes & Thomé, 2006